# Kathleen Lockhart Manning
Kathleen Lockhart Manning (24 octobre 1890 — 20 mars 1951) est une compositrice américaine.

## Biographie
Née dans un ranch à Hollywood, en Californie, elle étudie le piano et la composition à Paris avec Moritz Moszkowski, puis avec Elizabeth Jordan Eichelberger et avec de Sales . Elle chante pendant la saison 1911-1912 avec la Hammerstein Opera Company à Londres et se produit également aux États-Unis. Après la mort de son mari en 1938, elle souffre d'une maladie mentale. Elle meurt en 1951 à Los Angeles,.

## Œuvres
Lockhart est connue pour ses compositions vocales dont elle écrit les paroles.
- Sketches of Paris song cycle
- Sketches of New York, song cycle
- Operetta in Mozartian Style
- For the Soul of Rafael
- Japanese Ghost Songs
- Chinese Impressions
- Two Sketches of Childhood
- The Tale the Garden Told
- Autumn Leaves
- Nostalgia
- The Truant
- Chinois
- Prayer
- Departed[4]

Ses œuvres ont été enregistrées et publiées sur CD, notamment : * To The Mart Of Dreams: Chansons de Kathleen Lockhart Manning, Vol. 1